# 加夫里洛夫卡區

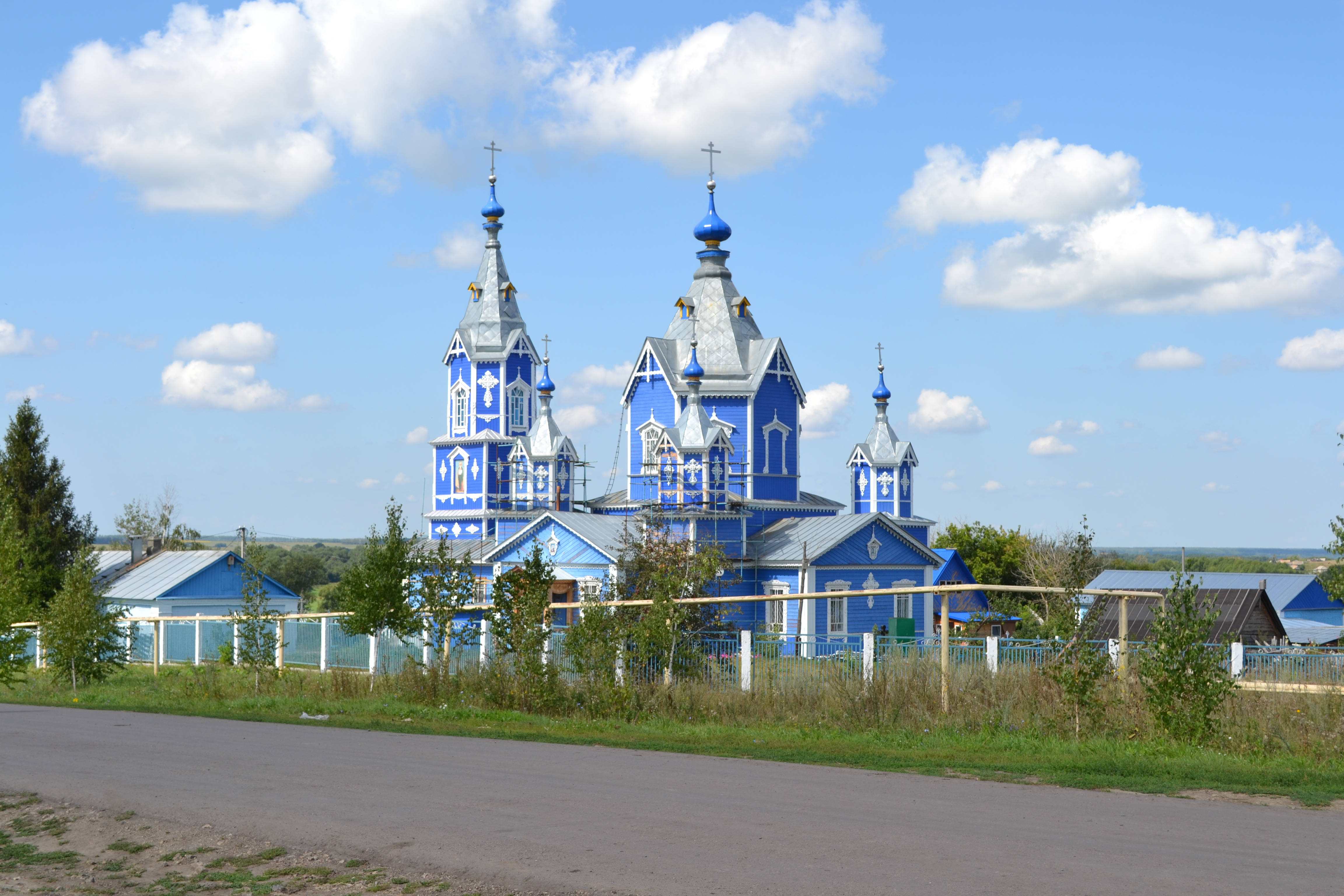

52°52′N 42°47′E / 52.867°N 42.783°E
加夫里洛夫卡區（俄语：Гавриловский район），是俄羅斯的一個區，位於該國西部，由坦波夫州負責管轄，面積998平方公里，2010年人口12,032，人口密度每平方公里12.06人。